# .al
.al (Albânia) é o código TLD (ccTLD) da Internet para a Albânia e é administrado pela Autoridade Reguladora de Telecomunicações.
O registro diretamente no segundo nível não é permitido, porém há algumas exceções: uniti.al, tirana.al, soros.al, upt.al e inima.al.[carece de fontes?] O registro sob os domínios de segundo nível devem ser feitos sob o domínio adequado.[carece de fontes?]

## Domínios de segundo nível
- .gov.al
- .edu.al
- .org.al
- .com.al
- .net.al